# MF Silesia
MF Silesia – morski prom pasażersko-samochodowy (ROPAX) zbudowany w 1979 w Stoczni Szczecińskiej im. A. Warskiego na zamówienie kołobrzeskiego armatora – Polskiej Żeglugi Bałtyckiej. Drugi z serii B490; jego jednostkami bliźniaczymi były: MF Pomerania, zamówiona przez PŻB MF Masovia (sprzedana po ukończeniu tureckiemu armatorowi Turkish Maritime Lines, ostatecznie w służbie tureckiej marynarki wojennej pod nazwą MF Iskenderun) oraz dwa promy zbudowane dla armatora tureckiego – MF Ankara i MF Samsun. 
Prom pływał we flocie PŻB, pod marką Polferries. W 2003 roku został przeniesiony z linii Gdańsk – Nynäshamn (zastąpiony przez MF „Scandinavia”) na linię Świnoujście – Ystad, zastępując tam prom „Rogalin”. W roku 2005 sprzedany został greckiemu armatorowi GA Ferries i przemianowany na MF Felicia. Jeszcze w tym samym roku przeszedł w ręce ukraińskiego przedsiębiorstwa Ukrferry z Odessy, w którym do roku 2006 pływał jako MF Felicia, a następnie zmieniono jego nazwę na MF Yuzhnaya Palmyra (Южная Пальмира). Obsługiwał linię Odessa – Stambuł. W 2010 sprzedany włosko-albańskiemu konsorcjum mafijnemu, pływa pod nazwą „Adriatica I”. W styczniu 2013 aresztowana za długi na Sycylii. 
W 2017 prom – jako Galaxy – został wyczarterowany przez FerryStrandfaraskip Landsins (SSL) z Wysp Owczych od European Seaways Inc. z Aten.